# 主播台女王
《主播台女王》（日语：トップキャスター）為日本富士電視台出品及製作的電視劇，全11集。於2006年4月17日至6月26日星期一21:00～21:54在該台全國系列網絡播放（第一回和最終回擴大15分鐘，播放至22:09）。香港無綫電視已購入該劇的香港地區播映權，並安排在2007年4月14日起於無綫劇集台首播，及在2007年10月15日起於明珠台、2009年4月19日起於翡翠台及高清翡翠台播放。臺灣的播映權則由緯來日本台購入，於2007年1月18日至1月31日間於晚間9時至10時播放。
女主角王牌主播的角色由天海祐希飾演，這也是她首次擔任富士電視台「月9」（星期一晚間九點播出的日劇）的女主角。
本劇的第三集劇情為占卜師涉嫌詐欺疑雲，由於日本知名占卜師細木数子向富士電視台抗議，故富士電視台決定，日後在日本國內重播該劇、或發行DVD、或販售海外版權時，一律抽掉該集。

## 劇情介紹
CNB電視台將推出一檔全新新聞節目，有“傳奇女主播”之稱的椿木春香（天海祐希飾演）被從紐約召回。然而，春香的工作方式卻並沒有贏得周圍同事的好感，只要能捕捉到獨家新聞，春香可以不擇手段。
春香的到來在電視台引來一場風暴。報道局長柴田勝俊（兒玉清飾演）親自到電視台門口迎接，而春香立刻投入工作，並把之前的策劃、節目名稱全部更改，將新節目確立為捕捉新聞頭條、獨家報道的《the News》。而春香還出人意料地指定負責播報天氣的飛鳥望美（矢田亞希子飾演）擔任自己的特別助理。

## 角色
| 演員       | 角色              | 粵語配音 |
| ---------- | ----------------- | -------- |
| 天海祐希   | 樁木 春香(38歲)   | 黃玉娟   |
| 矢田亞希子 | 飛鳥 望美(27歲)   | 曾佩儀   |
| 玉木宏     | 蟹原 健介(27歲)   | 黃榮璋   |
| 谷原章介   | 結城 雅人(36歲)   | 翟耀輝   |
| 松下奈緒   | 野原 芽衣(24歲)   | 林元春   |
| 松田翔太   | 伊賀 俊平(24歲)   | 李致林   |
| 田丸麻紀   | 蟹原 珠子(27歲)   | 曾秀清   |
| 須籐理彩   | 紺野 令子(30歲)   | 程文意   |
| 矢島健一   | 角高 孝男(43歲)   | 張炳強   |
| 卜字高雄   | 蟹原 三郎(59歲)   | 黃子敬   |
| 生瀨勝久   | 石場 小吉識(43歲) | 李錦綸   |
| 兒玉清     | 柴田 勝俊(59歲)   | 譚炳文   |

報導工作人員
- 海老原敬介
- 黑瀨真二
- 執行利一
- 巽佳子
- 關鐘美
- 石川雄也
- 莊島康哲
- 金子久美
- 豊原愛

其他（客串）
- 加山聰子：大路惠美（第1話）
- 西園寺真嗣：平山廣行（第1話）
- 通山秀一：東根作壽英（第1話）
- 財前誠：溫水洋一（第2話）
- 山村醫學部長：須永慶（第2話）
- 財前隆史：鹽顯治（第2話）
- 財前彩香：佐佐木麻緒（第2話）
- 宮部天花：黑田福美（第3話）
- 澤木和美：中村榮子（第3話）
- 澤木正美：中園友乃（第3話）
- 服部圭吾：葛山信吾（第4話）
- 保阪智世：涼（第5話）
- 保阪敏行：福本伸一（第5話）
- 保阪大輔：深澤嵐（第5話）
- 岡崎幸助：田窪一世（第5話）
- 大島製作人：笠原浩夫（第5話）
- 山岸猛夫：岸田真彌（第5話）
- 櫻井尚樹：東幹久（第6話）
- 佐野竹彥：弓削智久（第6話）
- 四方田代議士：大林丈史（第6話）
- 澤村優衣：島村麻美（第7話）
- 瀨田敬一：根本慎太郎（第7話）
- 濱田：姜暢雄（第7話）
- 胡蘿蔔田的伯伯：市原清彥（第7話）
- 胡蘿蔔人：小崇小敏（第7話）
- 內藤久美：中越典子（第8話）
- 沼田理事長：長谷川初範（第8話）
- 教頭：不破萬作（第8話）
- 沼田幸彥：馬場徹（第8話）
- 祥司：齊籐嘉樹（第8話）
- 剛史：千代將太（第8話）
- 克己：荒川優（第8話）
- 山田正夫：渡邊哲（第9話）
- 山田佳奈：伊籐步（第9話）
- 橫山部長：入江雅人（第9話）
- 結城英雄：伊武雅刀（第9話～最終回）

## 工作人員
- 劇本：坂元裕二
- 編輯：保原賢一郎
- 演出：平野眞、葉山浩樹、七高剛
- 音楽：佐藤直紀
- 製作人：現王園佳正
- 製作：富士電視台製作中心
- 製作著作：富士電視台

## 主題曲
- 《Dear friend》（演唱：Sowelu）

## 播放日期、副題、收視率
| 集數     | 播放日期      | 副題                | 收視率 |
| -------- | ------------- | ------------------- | ------ |
| 1        | 2006年4月17日 | 呼風喚雨的女人      | 23.1%  |
| 2        | 2006年4月24日 | 英雄的告白          | 19.6%  |
| 3        | 2006年5月1日  | 戀愛運零的逆襲      | 18.7%  |
| 4        | 2006年5月8日  | 消失的大獨家        | 15.6%  |
| 5        | 2006年5月15日 | 被瞄準的女人        | 18.6%  |
| 6        | 2006年5月22日 | 終極宿敵            | 16.8%  |
| 7        | 2006年5月29日 | 主播變更            | 17.3%  |
| 8        | 2006年6月5日  | 相戀的兩人          | 17.5%  |
| 9        | 2006年6月12日 | 突然的辭退宣告！    | 17.1%  |
| 10       | 2006年6月19日 | 失控的女人          | 18.1%  |
| 大結局   | 2006年6月26日 | 再見了…傳說中的女人 | 18.5%  |
| 平均收視 | 平均收視      | 平均收視            | 18.3%  |

## 節目的變遷
| 日本富士電視台 星期一晚九時             | 日本富士電視台 星期一晚九時                  | 日本富士電視台 星期一晚九時 |
| --------------------------------------- | -------------------------------------------- | --------------------------- |
|                                         | 主播台女王 （2006年4月17日 - 2006年6月26日） |                             |
| 西遊記 （2006年1月9日 - 2006年3月20日） | 戀愛維他命 （2006年7月10 日- 2006年9月18日） |                             |

| 香港香港無綫電視明珠台 星期一晚九時半                      | 香港香港無綫電視明珠台 星期一晚九時半                        | 香港香港無綫電視明珠台 星期一晚九時半 |
| ---------------------------------------------------------- | ------------------------------------------------------------ | ------------------------------------- |
|                                                            | 女王直播室（Top Caster） （2007年10月15日 - 2007年12月17日） |                                       |
| 14歲媽媽（Mother at 14） （2007年7月30日 - 2007年10月8日） | 4（非劇集時段） （2007年12月24 日- 2007年12月31日）          |                                       |